# Big Boy Teddy Edwards
„Big Boy“ Teddy Edwards (geb. vor 1930 in Chicago; gest. nach 1936) war ein US-amerikanischer Musiker (Gesang, Tiple, Gitarre) und Songwriter des Country Blues.

## Leben
„Big Boy“ Edwards, der aus Chicago stammte und über dessen sonstiges Leben wenig bekannt ist, gehörte zu den ersten Tiple-Spielern im Blues, die Aufnahmen machten. Für Bluebird Records und Vocalion nahm er von 1930 bis 1936 eine Reihe von Titeln auf, wie „Big Road Blues“, „Hoodoo Blues“, „Run Away Blues“, „Them Things“, „Family Troubles“, „I Ain't Gonna Give You None“, „Lovin' Blues“, „Wild Woman Blues“ und „Alcohol Mama“, auf denen er sich selbst auf der Tiple begleitet. Auf weiteren Songs wie „Louise“, „I'm Gonna Tell My Mama On You“ und „Who Did You Give My Barbecue To?“ wurde er von einer Band begleitet, möglicherweise von Big Bill Broonzy, Papa Charlie Jackson und Black Bob. Des Weiteren wirkte Edwards als Sänger bei Plattenaufnahmen der Hokum Boys und von Papa Charlie Jackson mit.

## Diskographische Hinweise
- Complete Recorded Works In Chronological Order (1930-1936) (Document Records)